# Sigara grossolineata
Sigara grossolineata är en insektsart som beskrevs av Hungerford 1948. Sigara grossolineata ingår i släktet Sigara och familjen buksimmare. Inga underarter finns listade i Catalogue of Life.